# Fritz Josef Haubner
Fritz Josef Haubner (* 1937 in Neumarkt in der Oberpfalz) ist ein deutscher Maler, Bildhauer und Assemblage-Künstler, der der Art brut zugerechnet wird.

## Leben

Exemplarische Werksammlung von Fritz Josef Haubner auf der Großen Kunstausstellung NRW Düsseldorf, 2021

Haubner ist der Sohn einer Schneiderin. Sein Vater starb als Soldat im Zweiten Weltkrieg. Nachdem er das Gymnasium mit der Quarta verlassen hatte, war er zunächst in verschiedenen Bereichen tätig – als Landwirt, als Postulant im Karmeliterkloster, beim Bundesgrenzschutz und in der Bundeswehr, als Bierfahrer, Bau- und Fließbandarbeiter. 1957 kam er ins Ruhrgebiet und arbeitete als Gedingeschlepper im Bergbau, auf der ehemaligen Zeche Vereinigte Rosen- und Blumendelle, heute Standort des Rhein-Ruhr Zentrums. Auf dem Zweiten Bildungsweg studierte er von 1962 bis 1965 Sozialarbeit. Im Jahr 1965 zog er von Essen nach Duisburg, wo er für fast vierzig Jahre als Diplom-Sozialarbeiter bei der Stadt Duisburg in verschiedenen Funktionen beschäftigt war.
Seit 1967 sammelt er Kunst. Als 1980 in Duisburg sein Nachbar starb und er alle Bilder und Malutensilien von dessen Witwe vermacht bekam, begann er künstlerisch zu arbeiten. Als Autodidakt fing er an zu malen. Mit einem Preis der Aktion „Kunstblatt“ der Rheinischen Post fand er 1993 eine erste öffentliche Anerkennung. 2020/2021 erhielt er auf der Großen Kunstausstellung NRW Düsseldorf den Kunstpreis der Künstler als Anerkennung seines malerisch-plastischen Lebenswerks.
Haubner schafft Objekte, bei denen er Farbe – Acryl, Lack und/oder Öl – direkt aus der Tube oder mit dem Pinsel auf Holz aufträgt. Als Hölzer verwendet er ausschließlich Fundstücke, etwa Bretter, Kistendeckel oder Flachhölzer. Nicht selten kombiniert er die Hölzer mit Metall, Gummi und anderem zu Assemblagen. Als Bildinhalte bevorzugt er Kannen, Tassen, Tische, Häuser und Strandwagen.
Im Jahr 2005 hatte er ein Gastatelier in der Cité Internationale des Arts Paris. Seit 2010 ist er Mitglied im Westdeutschen Künstlerbund. Sein Atelier befindet sich im Kultur- und Freizeitzentrum Rheinhausen.

## Auszeichnungen
- 1993: Preisträger der „Aktion Kunstblatt“ der Rheinischen Post
- 2021: Kunstpreis der Künstler auf der Großen Kunstausstellung NRW Düsseldorf[4]

## Ausstellungen
- 2002/2008: Kulturwerkstatt Meiderich e.V., Duisburg
- 2002/2004: Künstlercafé Meijers, Arnheim, Niederlande
- seit 2002: regelmäßige Teilnahme an Ausstellungen der IG Duisburger Künstler sowie am Kunstmarkt in der Cubus Kunsthalle
- 2005: Städtische Galerie Rheinhausen
- 2007/2008/2010/2011/2021: Große Kunstausstellung NRW Düsseldorf
- 2008: Künstlersiedlung Halfmannshof, Gelsenkirchen
- 2010: „Wasser, Hafen, Ruhrort“, Duisburg
- 2024: „Begegnungen“, Ruhr Gallery / MMKM Museum Moderne Kunst Mülheim, Ruhrtalstadt Mülheim